# Stefan Ålander
Lars Stefan Ålander (Sundsvall, 25 aprile 1983) è un ex calciatore svedese, di ruolo difensore.

## Carriera

### Club
Ha svolto le giovanili e giocato in prima squadra a Timrå, a pochi chilometri dalla città natale Sundsvall.
A 18 anni passa al GIF Sundsvall, con cui gioca la Allsvenskan 2002 l'anno successivo. Nel 2007 indossa per la prima volta la fascia di capitano.
Il 3 giugno 2009 ha firmato un contratto di tre anni e mezzo con i campioni di Svezia in carica del Kalmar, ma la sua parentesi in biancorosso finisce per terminare alla fine del campionato 2010.
Nel precampionato del 2011 infatti è tornato al GIF Sundsvall, nell'anno in cui ha conquistato la seconda promozione in Allsvenskan della sua carriera. Rimane ai "giffarna" anche negli anni seguenti, nei quali la squadra ha fatto ulteriormente la spola tra prima e seconda serie nazionale.
Si è ritirato al termine dell'Allsvenskan 2016, durante la quale ha giocato solo due partite anche a causa di alcuni problemi fisici.

### Nazionale
Ålander ha giocato 16 partite con la Svezia Under-21 tra il 2002 ed il 2005.

## Palmarès

### Club

#### Competizioni nazionali
- Supercoppa di Svezia: 1

Kalmar: 2009